# Arsinoe (figlia di Leucippo)
Arsinoe (in greco antico: Ἀρσινόη?, Arsinóē) è un personaggio della mitologia greca. Fu principessa di Messene.

## Genealogia
Figlia di Leucippo e di Filodice (figlia di Inaco) e fu madre di Eriopide "con degli amabili capelli" e di Asclepio "il capo degli uomini" avuto da Apollo. 
Pausania, prima documenta che i Messeni ritengono Arsinoe come madre di Asclepio e poi aggiunge che secondo la sua opinione non fu lei la madre e che Esiodo scrisse così per compiacere i Messeni.

## Mitologia
Arsinoe, insieme alle sorelle Ileria, Febe (le due mogli di Càstore e Pollùce, noti anche come Dioscuri), era chiamata Leucippide.
A Sparta le dedicarono un tempio e la descrissero come un'eroina.